# Drasteria mirifica
Drasteria mirifica är en fjärilsart som beskrevs av H. Edwards 1878. Drasteria mirifica ingår i släktet Drasteria och familjen nattflyn. Inga underarter finns listade i Catalogue of Life.